# Opatija svetega Remigija
Opatija Saint-Remi je opatija v Reimsu v Franciji, ustanovljena v 6. stoletju. Od leta 1099 je hranila relikvije sv. Remigija (umrl 533). V njej je reimski škof spreobrnil v krščanstvo  Klodvika I., frankovskega kralja, na božič leta 496, potem ko je premagal Alemane v bitki pri Tolbiacu.
Sedanja bazilika je bila opatijska cerkev. Posvetil jo je papež Leon IX. leta 1049. Ladja in transepta so iz 11. stoletja v romanskem slogu in so najstarejši; fasada južnega transepta je najnovejša.

## Zgodovina
Nejasen izvor velike opatije v Reimsu leži v majhni kapeli iz 6. stoletja, posvečeni svetemu Krištofu. Uspeh opatije je temeljil na pridobitvi relikvij sv. Remigija leta 553; kasneje so darila prinašali pobožni darovalci. Do 9. stoletja je opatija posedovala okoli 700 posesti in je bila morda najbolj bogato obdarjena v Franciji. Zdi se verjetno, da so bili posvetni duhovniki prvi varuhi relikvij, vendar so jih nasledili benediktinci. Od 780 do 945 so reimski nadškofje služili kot njegovi opati. V opatiji je Karel Veliki sprejel papeža Leona III.
Opat Aviard se je leta 1005 obvezal, da bo obnovil cerkev sv. Remigija in dvajset let se je delo neprekinjeno nadaljevalo, preden so se zrušili oporniki, nedvomno zaradi nezadostnega opiranja. Opat Teodorik je postavil čudovito preživelo baziliko, ki jo je leta 1049 posvetil papež Leon IX. in ji podelil veliko privilegijev. Knjižnica opatije in njena šola sta bili tako ugledni, da je papež Aleksander III. napisal pohvalno pismo opatu Petru, ki je ohranjeno.
Okoli leta 1170 do 1180 se je nadaljevala obnova, tokrat v koru. Namen zamenjave kratkega vzhodnega dela romanske cerkve je bil ustvariti obsežnejšo in prostornejšo notranjost za svetišče svetega Remigija. Svetišče je bilo ločeno od prejšnje lokacije ob oltarju in se premaknilo proti vzhodu.
V samostanu so pokopali reimskega nadškofa in več knezov, Karlmana, brata Karla Velikega, Henrika Orleanskega (okoli 1653) in kralja Ludvika IV. in Lotarja.
Med znamenitimi kasnejšimi opati, ki izhajajo iz višjega plemstva, lahko omenimo: Henrik Lorenški (1622–1641), ki je opatijo pridružil kongregaciji sv. Maura, Jacques-Nicolas Colbert (1665), kasneje nadškof Rouena, Charles Maurice Le Tellier (1680–1710) in Joseph de Rochechouart, ki ga je kralj imenoval leta 1745.
Veliko dragocenih predmetov iz opatije je bilo uplenjeno v obdobju francoske revolucije, leta 1793 pa je bila uničena sveta Ampula za kronanja francoskih kraljev, ki so jo ohranili v opatiji. Ostal pa je vitraj iz 12. stoletja.
Opatija svetega Remigija je skupaj z bližnjo stolnico Naše gospe v Reimsu in palačo Tau od leta 1991 del Unescove svetovne dediščine.

## Grobnice
- Ludvik IV. (september 920 / september 921 - 10. september 954), vladal je kot kralj Zahodne Frankovske od 936 do 954. Kot član karolinške rodbine je bil edini sin kralja Karla III. Preprostega in njegove druge žene Eadgifu iz Wessexa, hči kralja Edvarda Starejšega iz Wessexa.
- Gerberga Saška (okoli 913 - 5. maj 968/9 ali 984?) je bila francoska kraljica, ki je regentka v času mladega sina Lotarja leta 954–959 in vladala Franciji. Bila je članica Otonske rodbine.
- Lotar Francoski (941 - 2. marec 986), včasih imenovan Lothair III. ali Lothair IV, je bil predzadnji karolinški kralj zahodne Frankovske, ki je vladal od 10. septembra 954 do svoje smrti leta 986.

## Galerija
- Ladja
- Južna fasada
- Kor
- Apsida z jugovzhoda